# Rue des Orties-Saint-Honoré
La rue des Orties-Saint-Honoré est une ancienne voie du 1er arrondissement de Paris. Elle ne doit pas être confondue avec la rue des Orties-du-Louvre, qui a disparu lors de l’achèvement du palais du Louvre.

## Origine du nom
Les frères Lazare supposent que ce nom lui a été donné car des orties croissaient dans cette voie avant qu'elle ne fût pavée.

## Situation
Longue de 28 m, elle commençait rue d'Argenteuil et finissait rue Sainte-Anne. Elle croisait la rue des Moulins, la rue des Moineaux et la rue de l'Évêque,. Le croisement de ces rues marquait le point culminant de la butte des Moulins.
Elle était située dans le quartier du Palais-Royal de l'ancien 2e arrondissement. Après 1859, elle fait partie du quartier du Palais-Royal dans le 1er arrondissement.

## Historique
La butte des Moulins est incorporée à Paris lors de la construction de l'enceinte des Fossés Jaunes sous Louis XIII. La rue était presque complètement lotie en 1623. Dans l'ouvrage Supplément du théâtre italien, Arlequin donne ainsi au vieillard l'étymologie de la rue des Orties : « C'est que la Princesse passant dans un jardin elle tomba sur des orties, qui lui piquèrent les fesses. »
Le nom de la rue proviendrait de la présence d'orties avant que la rue ne soit pavée.
Le 27 juin 1876, un décret relatif à l’achèvement de l’avenue de l'Opéra déclare d’utilité publique « la suppression des rues de l’Évêque, des Orties, des Moineaux, du Clos Georgeau et d’une partie de la rue des Moulins ».
Les 12-14, rue d'Argenteuil, les 13-14-16, avenue de l'Opéra et les 1-3, rue Sainte-Anne occupent l'emplacement de la rue.